# Anolis divius
Anolis divius (баорукський блакитний аноліс) — вид ігуаноподібних ящірок родини анолісових (Dactyloidae). Ендемік Домініканської Республіки. Описаний у 2016 році.

## Поширення і екологія
Баорукські блакитні аноліси мешкають в горах Сьєрра-де-Баоруко на півдні острова Гаїті. Вони живуть в тропічних лісах.